# المدعك
المدعك أو مسند الغسيل هي أداه تاريخية تستخدم لدعك الغسيل عن طريق دفع المدعك لأعلى ولأسفل على الغسيل في حوض الغسيل أو مباشرةً على النحاس, أو لتقليب الغسيل اثناء غسلة باليد. المدعك يأتي بعدة اشكال; عادة ما يكون على شكل قطب عمودي ومقبض من الأعلى ولكن القاعدة يمكن ان تكون على  شكل مخروط أو قبة. تحتوي على حافة مزدوجة مع سطر من الثقوب حول الخفة الخارجية. هنالك اداه مشابهه تحوي على ثلاثة أقدام (على الاقل) لها تسميات عديدة منها: عصا الوخز، أرجل القرصان الخشبية، اقدام الدعك, dolly-peg
واحيانا تأتي على شكل قرص مستوي. كانت تسمية كل وتحدة من هذه الأدوات تختلف باختلاف المنطقة المعينة وهذا المعنى يتغير مع الزمن.
نادرا ما كان يستخدم الصابون في غسل الملابس في أوائل القرن التاسع عشر، استخدم الدعك مع الغسيل بدلا عن ذلك. كان حدثا جماعيا نادرا. يشمل طاولات الملابس والمضارب!!. بحلول نهاية القرن التاسع عشر، تم توطيد عرف الغسل الأسبوعي. الصابون كان متوفرا على شكل رقائق أو مسحوق. المدعك لم يكن يستخدم بكثرة في طرق الاوساخ عن الملابس، بقدر استخدامة لتحريك المياه التي تضطر للدخول تحت الضغط من الثقوب 
وبينما استبدل الغسيل اليدوي بالغسالات الميكانيكية والكهربائية, فقد تم تهميش المصطلحات والأدوات المستخدمة في الغسيل اليدوي من الاستخدام الشائع.